# Protarchus melanurus
Protarchus melanurus là một loài tò vò trong họ Ichneumonidae.